# Diceria dell'untore
(Gesualdo Bufalino, incipit di Diceria dell'untore)
Diceria dell'untore è un romanzo di Gesualdo Bufalino. Iniziato nel 1950 e ripreso dall'autore nel 1971, fu pubblicato nel 1981. Il romanzo ebbe un immediato successo e vinse il Premio Campiello lo stesso anno.

## Trama
Nell'estate del 1946 un giovane reduce affronta, dopo quello della guerra, un nuovo «apprendistato di morte» nel sanatorio della Rocca sulle alture di Palermo. Fra i compagni di consunzione (tubercolosi) trova altri reduci: il colonnello, Sebastiano, i due Luigi, l'Allegro e il Pensieroso, Giovanni, Angelo e frate Vittorio il cappellano. Tutti sono sospesi alle prognosi ferali del medico del sanatorio, il nobiluomo Mariano Grifeo Cardona di Canicarao detto il Gran Magro, un «inquilino bisbetico» del mondo disposto ad ammettere - con beffarde argomentazioni - l'esistenza di Dio, perché «non c'è colpa senza colpevole». Il Gran Magro ha stabilito un rapporto privilegiato con il protagonista, un io narrante che ha «più letto libri che vissuto giorni», perché si offre «ascoltatore acquiescente per le sue empiaggini». La contiguità con la morte e con il sublime alimenta fra i malati meditazioni e filosofiche riflessioni a confronto, come quelle di padre Vittorio, che tenta di convertire alla fede il protagonista, finendo con l'essere contagiato dal suo scetticismo.
Alla Rocca «l'attesa della morte è una noia come un'altra»; i giorni infuocati dell'estate mediterranea distraggono dalla malattia e dalla fine, assimilata a «un paravento di fumo fra i vivi e i morti». Ad animare l'attesa provvede il Gran Magro, allestendo con i pazienti spettacoli di arte varia. In un numero di danza di «aerea scrittura» si esibisce Marta Blundo, una ventenne diafana come un serafino, «dalla vita sottile e dalle ali roventi, con occhi come ciottoli d'ebano nel fiero ovale ammansito da una corta chioma di luce». Folgorato da quell'«angelo nunciante», il protagonista l'invita a uscire con lui per i brevi giorni che incalzano, ma il Gran Magro, accortosi dell'invito, gli intima di tenersi lontano dalla donna. Il giovane apprende che la tisi di Marta è a uno stadio terminale, che la ragazza ha danzato alla Scala, è stata l'amante di un ufficiale tedesco e ha subito la rasatura del capo per collaborazionismo. È «due volte intoccabile», ma per un garbuglio di moti d'animo generato dalla comune condizione di esclusi, sente nascere dentro di sé una passione lucida e intensa.
Nell'impossibilità di comunicare con Marta nel reparto femminile, il giovane tenta di distaccarsene con una vacanza nel paese natale, ma è un soggiorno estraniato perché è «difficile stare morti fra i vivi». Tornato alla Rocca, a cui sente ormai di appartenere, riesce a mettersi finalmente in contatto con la ragazza e a incontrarla in città nelle libere uscite. Durante gli incontri Marta narra di sé con ambiguità e reticenze: un racconto tra «crepacuore e teatro» in cui allude anche alle «carezze di vecchio» del Gran Magro. La vicenda, disseminata di prefigurazioni, minute epifanie di morte e di salvezza, si conclude con la fuga in macchina dei due amanti nei paesi del Palermitano: un viaggio disperato che per la donna è un congedo definitivo e per il giovane, il quale ha avvertito i segni della guarigione, un rinnovato confronto con la vita e con la Storia (quando incontra un corteo di contadini diretti all'occupazione di un feudo).
Marta, stremata da violente emottisi, muore in un alberghetto del litorale, e il giovane apprende dai documenti il vero cognome, Levi, che con «un bagliore di stella gialla» si riverbera sull'infelice biografia della compagna. In seguito muoiono tutti gli altri e perisce con un ghigno anche il Gran Magro, lasciando uno scartafaccio di scritti osceni e blasfemi; scampa solo il protagonista, con il rimorso d'aver tradito «il silenzioso patto», stretto con i compagni della Rocca, di non sopravvivere ad essi. Per lui, reciso il «comodo cordone ombelicale col sublime», dismessa la parte di prim'attore di tragedia, si riapre, con il ruolo di comparsa, il tempo ordinario dei giorni. Se la morte resta uno scandalo, la guarigione è una caduta da cui potrà riscattarsi rendendo «testimonianza, se non delazione, d'una retorica e d'una pietà», componendo la sua diceria.

## Opere derivate
Nel 1990 dal libro è stato tratto un film, Diceria dell'untore, per la regia di Beppe Cino, con Remo Girone, Lucrezia Lante della Rovere, Franco Nero, Vanessa Redgrave e Fernando Rey.

## Edizioni
- Diceria dell'untore insieme al volumetto Istruzioni per l'uso, Palermo: Sellerio, 1981 (prima edizione), 1990.
- Diceria dell'untore insieme a Istruzioni per l'uso e Museo d'ombre, Milano: CdE, 1982.
- Diceria dell'untore, in Opere. 1981-1988, a cura di Maria Corti, Bompiani, 1992.

- Diceria dell'untore, prefazione, cronologia e bibliografia di Francesca Caputo, con un'intervista di Leonardo Sciascia, Milano: Bompiani, 2001.
- Diceria dell'untore, Palermo: Sellerio, 2009 (edizione in occasione dei quarant'anni dalla fondazione della casa editrice).
- Diceria dell'untore, prefazione di Francesca Caputo, con un contributo di Leonardo Sciascia, Milano: Bompiani, 2020.